# Landschaftsschutzgebiet Südfeld

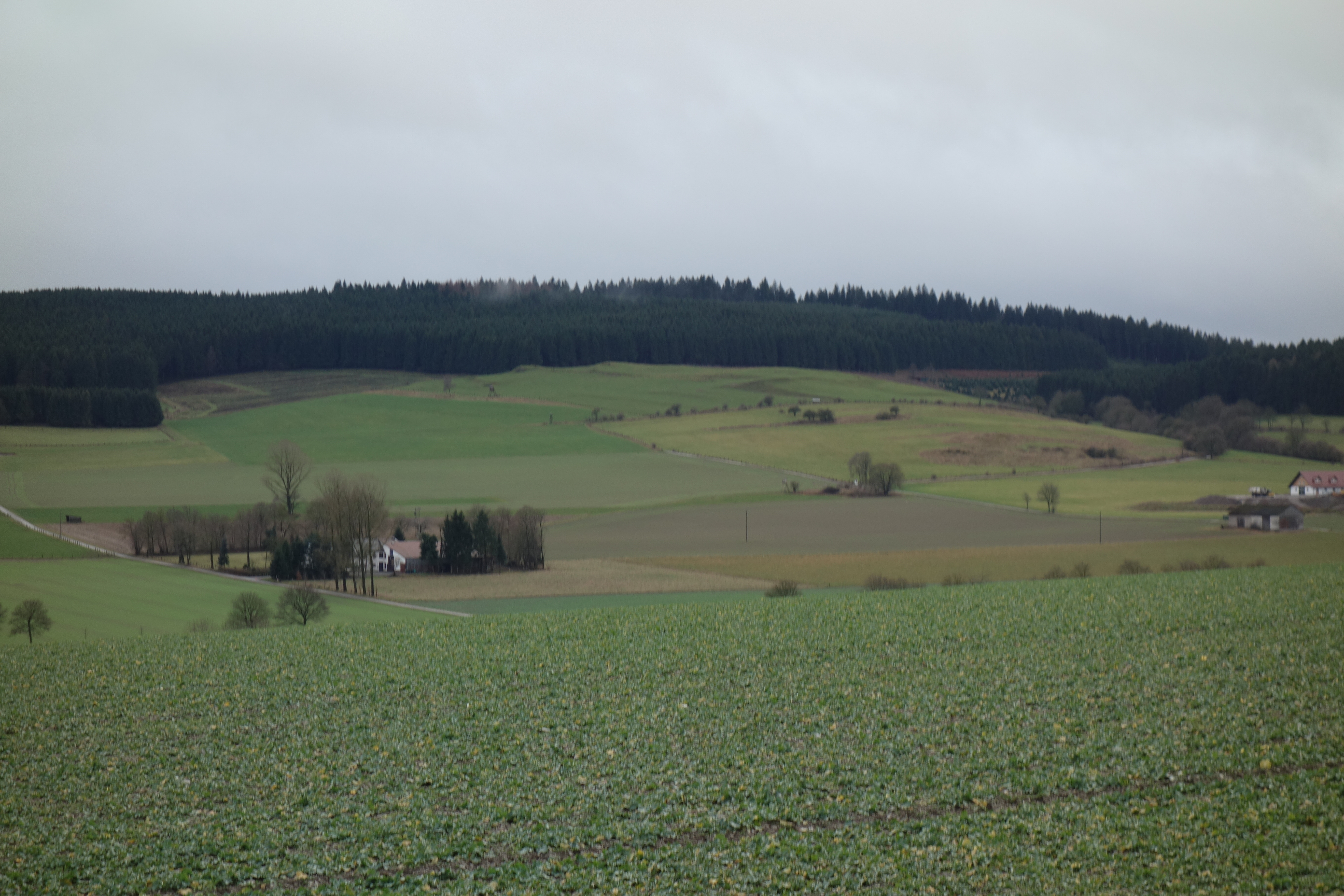
Landschaftsschutzgebiet Südfeld, Westteil

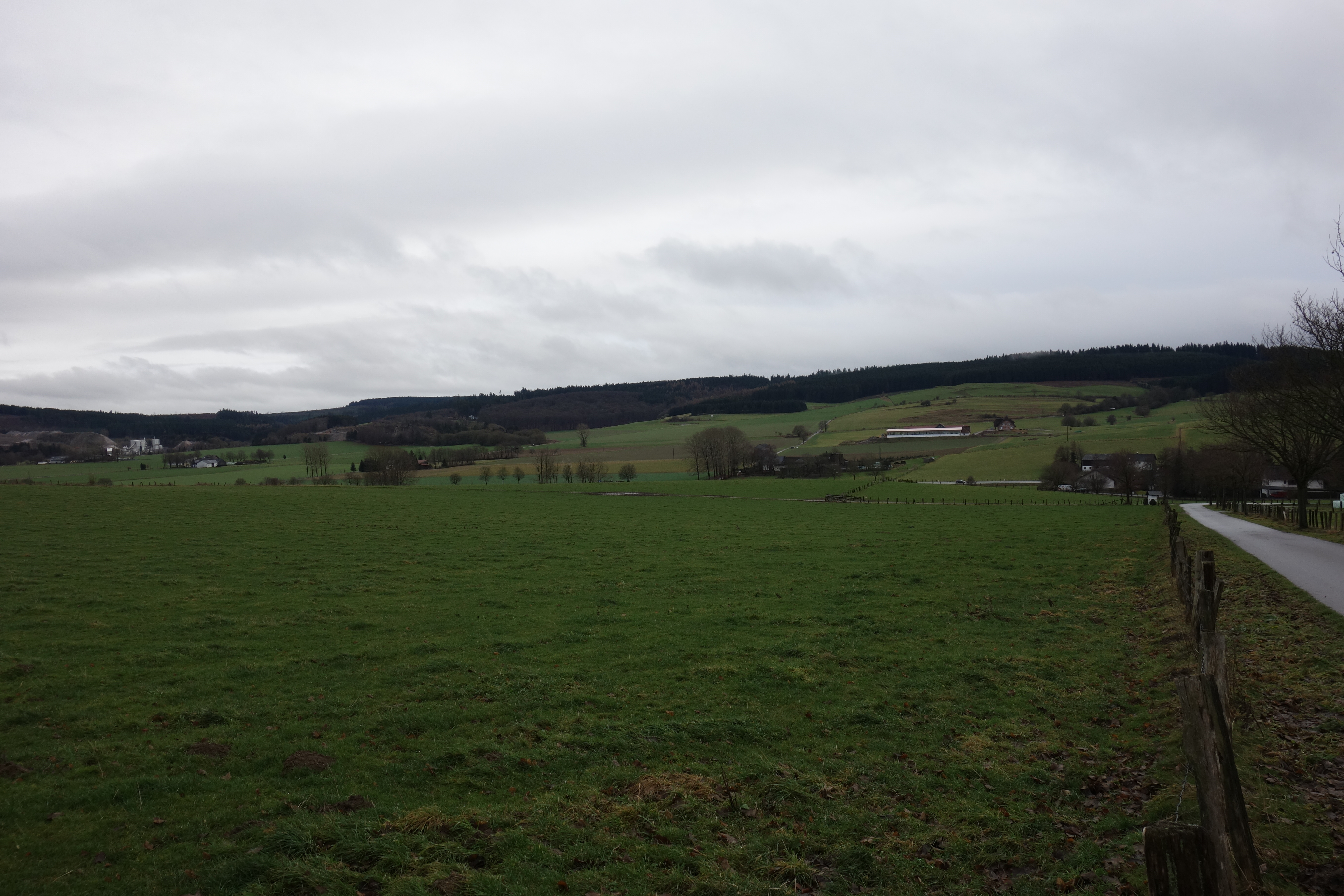
Landschaftsschutzgebiet Südfeld, Ostteil

Das Landschaftsschutzgebiet Südfeld mit 131,11 ha Größe liegt zwischen Altenbüren und Brilon. Das Gebiet wurde 2008 mit dem Landschaftsplan Briloner Hochfläche durch den Hochsauerlandkreis als Landschaftsschutzgebiet (LSG) ausgewiesen. Das LSG wird fast ganz landwirtschaftlich genutzt. Das LSG umschließt einige Aussiedlerhöfe und das Naturschutzgebiet Gesecker Stein. Im Westen reicht das LSG bis zum Ortsrand von Altenbüren, im Norden bis zur Bundesstraße 7 und im Osten bis zum Landschaftsschutzgebiet Einsel/Mückenborn; im Süden grenzt meist das Landschaftsschutzgebiet Grünlandgürtel am Südfeld an. Das LSG wird teilweise auch als Landschaftsschutzgebiet Offenlandkomplex Südfeld bezeichnet.
Das LSG Südfeld wurde als LSG Typ B, Ortsrandlagen und Landschaftscharakter, ausgewiesen. Es ist unter anderem das Errichten von Bauten verboten. Auch Erstaufforstungen sowie die Neuanlage von Weihnachtsbaumkulturen, Schmuckreisig- und Baumschulkulturen sind verboten. Im Stadtgebiet von Brilon gibt es im Landschaftsplangebiet Briloner Hochfläche 14 Landschaftsschutzgebiete vom Typ B mit einer Fläche von 2.885 ha.

## Gebote
Laut Ausweisung sind verschiedene Gebote festgesetzt worden. Das LSG ist durch landwirtschaftliche Nutzung und Pflegemaßnahmen von Bewaldung freizuhalten. Brachflächen sind abschnittsweise im Turnus von drei Jahren zu mähen, um eine Verbuschung zu verhindern. Dabei darf nicht vor dem 1. August gemäht werden, um Bruten nicht zu vernichten. Bei der Mahd ist das Mähgut abzutransportieren. Auf Obstweiden sind, falls notwendig, Obstbäume nachzupflanzen. Abgestorbene Obstbäume sind als Habitatbäume zu belassen. Die Hecken sind alle 10 bis 15 Jahre „auf den Stock“ zu setzen, wobei Einzelbäume zu belassen sind. Die Heckenarbeiten dürfen nur vom 1. Oktober bis 28. Februar durchgeführt werden.